# Tines de la Casa de les Tines
Les tines de la Casa de les Tines és un conjunt de set tines del municipi de Talamanca (Bages) protegit com a bé cultural d'interès local. Aquest grup de tines es troben a prop dels Tres Salts, en un camí forestal. Són set, arrenglerades una al costat de l'altra. Tenen forma semicircular, amb la coberta de falsa volta.

## Descripció
Fetes a partir de rebla, algunes conserven l'interior amb plaques de ceràmica. Per la part superior hi ha una porta per la qual s'accedia al capdamunt de la tina per poder premsar el raïm i per la part inferior hi havia una boca per treure el vi. La construcció està formada per set tines alineades i una barraca. Actualment hi ha una casa de nova construcció al costat que s'usa com a taller de ceràmica.
La planta de les tines és de forma circular. La part inferior dels murs és feta amb pedra i morter de calç. Els dipòsits són recoberts de rajoles de ceràmica envernissada lleugerament corbades i la seva obertura superior, està tapada per peces ceràmiques amorterades i al centre hi ha una obertura. La part superior dels murs és feta amb pedra sense material d'unió, i s'hi localitzen les entrades de les tines i, en alguns casos, finestres. Les entrades a les tines consisteixen en muntants verticals coronats generalment amb una llinda. Sobre els murs s'estén el voladís, fet amb pedres més planeres. La coberta és feta amb el mètode d'aproximació de filades i al damunt s'hi estén una capa de sorra i pedruscall. Es descriuen les tines d'esquerra a dreta col·locant-nos davant de les entrades.
La tina número 1, a diferència de les altres, té la coberta totalment reformada amb totxanes amorterades. No és construïda amb el mètode d'aproximació per filades. L'entrada té una llinda simple. Hi ha una finestra i una inscripció a l'esglaó d'entrada amb les inicials "JMV".
La tina número 2 presenta una coberta de falsa cúpula. L'entrada té una llinda simple i una finestreta. Les llindes de totes les tines són força treballades i prenen la forma arrodonida que dibuixa el dipòsit.
La tina número 3 té dues llindes i no té finestres.
La tina número 4 té una llinda simple i una finestra.
La tina número 5 té una única llinda i una obertura a la part superior del dipòsit. A l'interior hi ha una amagatall.
La tina número 6 presenta dues llindes, una d'exterior i una d'interior. No té finestra.
Finalment, la tina número 7 presenta una sola llinda i una finestra. Actualment s'usa com a dipòsit d'aigua.
Els brocs de les tines s'ubiquen al sud i queden a l'exterior amb l'excepció del de la tina número 2 que queda a l'interior de la barraca.
La barraca és de pedra seca i coberta amb falsa cúpula. El terra, fet de pedra presa amb morter, és de construcció posterior. Algunes zones es presenten amorterades, ja que s'hi ha fet algun treball de reconstrucció. La planta és rectangular, així com la porta d'entrada, que és allindanada.

## Història
Les terres en què se situen les set tines pertanyien al mas Generes i altres al Monestir de Sant Benet de Bages. En el moment de la màxima utilització del terreny, però, un cop construïdes les tines (S. XVIII-XIX) sabem que pertanyien al mas de les Generes. Aquest moment coincideix amb la gran expansió de la vinya.
La seva situació aïllada s'explica per la dificultat que representava transportar el raïm fins a la masia, sent molt més fàcil de transportar-lo un cop ja havia fermentat i lliure del pes dels residus. Amb la fil·loxera les tines entraren en desús. Actualment hi ha una casa de nova construcció just al davant que actua com a forn de ceràmica.